# Узбеки
Узбеките (узб. ед. Ўзбек, мн. Ўзбеклар; ед. Oʻzbek, мн. Oʻzbeklar; ед. اوزبک, мн. اوزبکلر) са тюркски народ. Тяхната обща численост е близо 30 милиона души. Те са основното и коренно население на Узбекистан, където техният дял е над 80%. 
Те са основното население на Узбекистан, където съставляват около 80% от населението. Узбеките са голям дял от населението в Туркменистан (16%), Таджикистан (15,3%), Киргизстан (14,5%), Афганистан (10 – 15%) и са една от 56-те официално признати етнически групи в Китай.